# Mostra de Venise 1932
La Mostra de Venise 1932 — ou la 1re édition de la Mostra de Venise ou encore la 1re édition du Festival international du film de Venise (en italien : 1ª edizione della Mostra internazionale d'arte cinematografica) — est un festival de cinéma international qui s'est tenu à Venise en Italie du 6 août au 21 août 1932.
La deuxième édition n'aura lieu qu'en 1934 car la manifestation était prévue pour se dérouler tous les deux ans.

## Jury
- Pas de jury officiel.

## En compétition
- Docteur Jekyll et Mr. Hyde (Dr. Jekyll and Mr. Hyde) de Rouben Mamoulian
- La Faute de Madelon Claudet (The Sin of Madelon Claudet) d'Edgar Selwyn
- Le Chemin de la vie (Putyovka v zhizn) de Nikolaï Ekk
- Po horách, po dolách de Karel Plicka
- Au nom de la loi de Maurice Tourneur
- Azaïs de René Hervil
- David Golder (film) de Julien Duvivier
- Hôtel des étudiants de Victor Tourjanski
- La Lumière bleue de Leni Riefenstahl
- Das Lied einer Nacht d'Anatole Litvak
- Le congrès s'amuse d'Erik Charell
- Zwei Menschen d'Erich Waschneck
- The Faithful Heart de Victor Saville
- Seigneurs de la jungle (Bring 'Em Back Alive) de Clyde E. Elliott
- L'Homme que j'ai tué d'Ernst Lubitsch
- Amour défendu de Frank Capra
- Frankenstein de James Whale
- Grand Hotel d'Edmund Goulding
- Strange Interlude de Robert Z. Leonard
- Le Champion de King Vidor
- La foule hurle de Howard Hawks
- The Devil to Pay! de George Fitzmaurice
- Le Passeport jaune de Raoul Walsh
- Les Hommes, quels mufles ! de Mario Camerini
- Due cuori felici de Baldassarre Negroni
- La Terre d'Alexandre Dovjenko
- Tikhiy Don d'Olga Preobrajenskaïa et Ivan Pravov
- Bialy slad de Adam Krzeptowski

## Palmarès
- Meilleur acteur : Fredric March pour Docteur Jekyll et Mr. Hyde (Dr. Jekyll and Mr. Hyde) de Rouben Mamoulian
- Meilleure actrice : Helen Hayes pour La Faute de Madelon Claudet (The Sin of Madelon Claudet) de Edgar Selwyn
- Meilleur réalisateur : Nikolaï Ekk pour Le Chemin de la vie (Putyovka v zhizn)